# Baeotis euprepes
Espèce
Baeotis euprepes est un insecte lépidoptère appartenant à la famille des Riodinidae et au genre Baeotis.

## Dénomination
Baeotis euprepes a été décrit par Henry Walter Bates en 1868.

### Sous-espèces
- Baeotis euprepes euprepes présent au Brésil.
- Baeotis euprepes obscurior Brévignon, 1998 ; présent en Guyane
- Baeotis euprepes orthotaenia Seitz, 1916 ; en Bolivie[1].

## Description
Baeotis euprepes est de couleur marron foncé orné de trois lignes jaunes parallèle à la marge séparant les ailes en quatre parties à peu près égales.
Le revers est identique.

## Écologie et distribution
Baeotis euprepes est présent en Guyane, en Bolivie et au Brésil.

### Biotope
Il réside dans la forêt tropicale.